# Cod ATC S
Cod ATC S este o parte a Sistemului de clasificare Anatomo Terapeutico Chimică.
S Organe senzitive
- S01 Produse oftalmologice
- S02 Produse otologice
- S03 Produse oftalmologice și otologice